# Tannerie Beaupain
L'ancienne tannerie Beaupain est un immeuble classé situé dans le village de Cierreux faisant partie de la commune de Gouvy en Belgique (province de Luxembourg).

## Localisation
Cet immeuble se situe dans la partie basse et occidentale du village ardennais de Cierreux, au no 13, sur la rive droite du Glain, à quelques mètres au sud de l'ancien moulin de Cierreux, bâtiment également classé, et à 90 mètres à vol d'oiseau de la route nationale 68. Trois étangs toujours présents en amont alimentaient un bief qui coulait vers la tannerie et le moulin.

## Historique
La tannerie Beaupain est construite entre 1809 et 1819 par Mathieu Beaupain qui était devenu propriétaire du moulin de Cierreux en 1808 puis maître de la ferme toute proche en 1811. Elle est la propriété d'Henry Delvaux de Fenffe et de sa descendance depuis 1912, année où des modifications sont opérées. Bâtiment emblématique du patrimoine industriel rural de Wallonie, la tannerie a été restaurée à la fin des années 1980.

## Description
Ce bâtiment, haut de cinq niveaux est construit en moellons de grès pour les deux niveaux inférieurs et en colombages pour les trois niveaux supérieurs qui étaient réservés au stockage et au séchage des peaux. Les initiales MBP (pour Mathieu Beaupain) se retrouvent sur un linteau d’une entrée aujourd’hui obturée. La toiture est en ardoises.

## Classement et protection
Le moulin (façades, toitures et salles de meunerie équipées), la tannerie Beaupain (façades e toitures), le vieux pont du moulin, le bief du moulin, y compris ses vannes, la chute d'eau, la roue et le tunnel de sortie à Cierreux ainsi que l'ensemble formé par cette construction et leurs abords sont repris sur la liste du patrimoine immobilier classé de Gouvy depuis le 22 septembre 1982. L'ancienne tannerie est un immeuble privé et ne se visite pas.